# Marques Rebelo
Marques Rebelo, pseudônimo de Eddy Dias da Cruz (Rio de Janeiro, 6 de janeiro de 1907 – 26 de agosto de 1973), foi um contista e romancista brasileiro que se filiou na tradição literária iniciada por Manuel Antônio de Almeida e continuada por Machado de Assis e Lima Barreto.

## Biografia

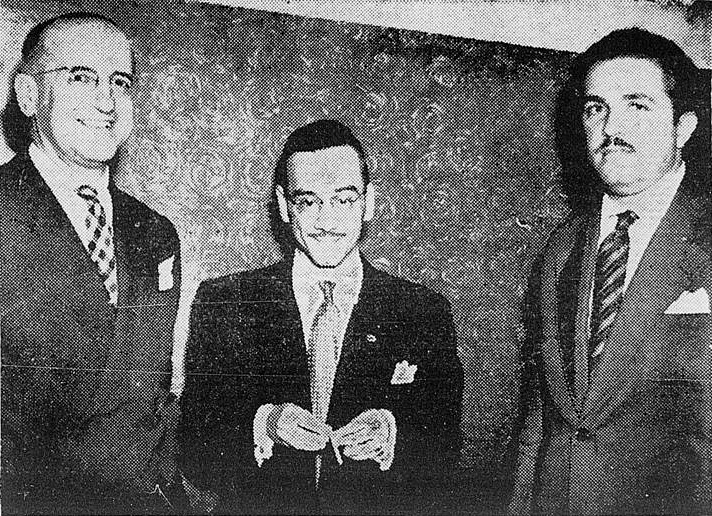
Da esquerda para a direita, Aurélio Buarque de Holanda, Marques Rebelo e Otávio Tarquínio de Sousa em janeiro de 1943.

Nasceu na Rua Luís Barbosa, n.º 42, bairro de Vila Isabel, zona norte da cidade do Rio, de onde aos quatro anos, por motivo de saúde familiar, muda-se para a cidade de Barbacena, onde seu pai funda uma fábrica de especialidades farmacêuticas (não sem antes passarem por Ilhéus e Sítio), e ali permanece com a família até 1918 ou 1919, data em que a Gripe Espanhola parece também grassar entre parentes e familiares, como sugerem trechos de sua obra literária (de inspiração autobiográfica), a exemplo do conto "Vejo a Lua no céu", em Três caminhos (1933). Seu pai era o químico, professor e industrial Manuel Dias da Cruz Neto, neto do segundo Barão da Saúde (rico e renomado madeireiro, agraciado por D. Pedro II a um ano da Proclamação da República), fundador da Quimioterápica Brasileira Limitada e professor na Escola de Farmácia do O'Grambery, em Juiz de Fora, e na Escola de Agronomia do Estado do Rio, em Niterói; e sua mãe, dona Rosa Reis Dias da Cruz, da família Rebelo Reis, proprietária de fazendas e caieiras em Cantagalo e Magé.
Aos cinco anos de idade, por ligeiras instruções familiares, aprende a ler pela revista O Tico-Tico, da qual rapidamente passa para a Gazeta de Notícias, pela qual, segundo conta, faz-se em seguida versado em assuntos da Primeira Guerra. O aprendizado das primeiras letras, completa-o na escola de dona Rosinha Ede (retratada no conto "História", de Oscarina), onde lhe desperta o hábito da leitura o romântico Coração, de Edmundo de Amicis, primeiro livro lido que, ademais, o marcará como escritor.
Estimulado pelo pai, é em sua estadia em Minas, sobretudo entre 9 e 11 anos, que lê e absorve a Bíblia e numerosas obras ficcionais, notadamente francesas, nórdicas, portuguesas e brasileiras, entre as quais as de Anatole France, Honoré de Balzac, Selma Lagerlöf, Andersen, Luís Vaz de Camões, Camilo Castelo Branco e Olavo Bilac.
De volta ao Rio, agora instalado em Copacabana (onde trava amizade com Augusto Frederico Schmidt), é provável tenha cursado no Colégio Andrews o antigo ensino secundário (c. 1918-1923), e se submeterá, em 1924–1925, a preparatórios e exames no Colégio Pedro II.
Em 1922, aos quinze anos de idade (já descobertos Manuel Antônio de Almeida e Machado de Assis), é encaminhado pelo pai para um triênio de aulas particulares com o gramático e filólogo Mário Barreto (retratado em "Depoimento simples", em Oscarina), filho do também filólogo Fausto Barreto (este, autor de Antologia nacional, em coautoria com Carlos de Laet) e que lhe ensina latim, submete-o a rigorosas redações semanais, com temas estipulados, e lhe apresenta clássicos portugueses — estudos que lhe incutem desvelo pela língua portuguesa e concorrerão para a beleza e fluidez de sua prosa.

Annibal M. Machado, Carlos Drummond de Andrade e Marques Rebelo, em 1960.

Pelos fins da década de 1920, Rebelo chega a cursar Medicina por três anos, mas o abandona para se dedicar à vida de escritor e trabalhar no comércio (Cia. Nestlé) e, mais tarde, no jornalismo (1951). Bacharela-se em Ciências Jurídicas e Sociais em 1937 pela Faculdade Nacional de Direito da Universidade do Brasil (atual UFRJ) e se diploma, em 1945, no Curso de Extensão Universitária de Literatura Norte-Americana, do Instituto Brasil-Estados Unidos e Universidade do Brasil, com tese sobre o escritor Bret Harte.
Casado de 1933 a 1939 ou 1940 com dona Alice Dora de Miranda França (de quem tem os filhos José Maria Dias da Cruz, artista plástico, e Maria Cecília Dias da Cruz), une-se em 1940 ou 1941 com Elza Proença († 1998), que lhe será secretária até o fim da vida.

## Produção e vida literária

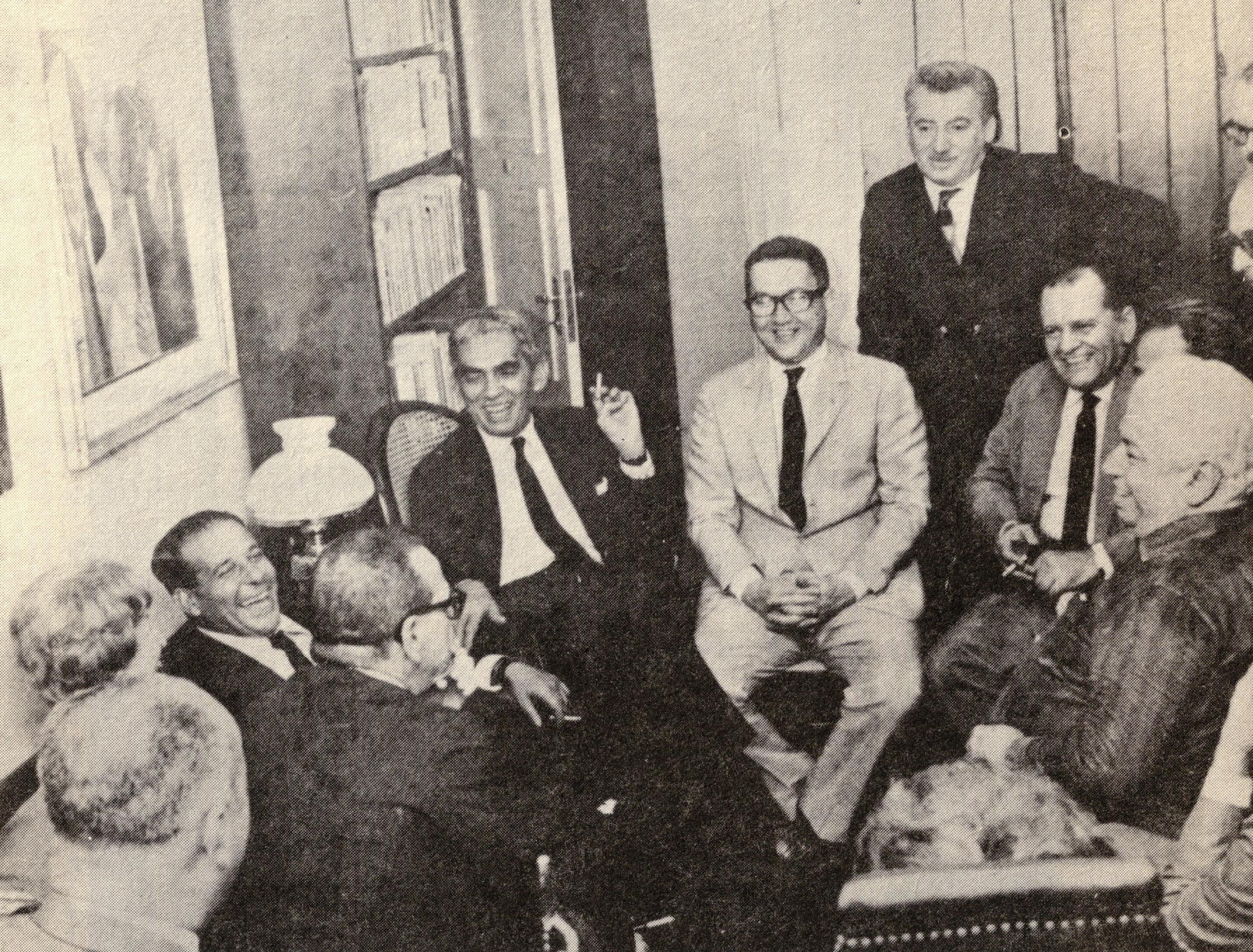
Marques Rebelo (de costas) com: Adalgisa Nery, Jango, Samuel Wainer, Paulo Francis, Jorge Amado, Malta, Di Cavalcanti, entre outros.

Com o Modernismo a tentar mudar o cenário e a estética da arte brasileira, filiara-se brevemente entre os escritores que procuraram romper com as formas literárias tradicionais (representadas por Machado de Assis, Manuel Antônio de Almeida (a quem dedica biobibliografias), Raul Pompeia, entre outros), fazendo primeiras contribuições em poema nas revistas Verde, de Antropofagia, Leite Criôlo, entre outras, travando amizade com escritores consumados, dentre os quais Manuel Bandeira, Alcântara Machado, Mário de Andrade e Ribeiro Couto. Em seu primeiro livro Oscarina (1931), entretanto, começado em um leito de hospital militar (aproveitando-se o escritor de doloroso ócio causado por acidente em Serviço Militar, sucedido no Forte de Copacabana e antes de seu ingresso na faculdade de Medicina), seguiu as linhas mestras da literatura brasileira, mantendo-se essencialmente à margem da Semana de 22, dando continuidade e renovação às letras nacionais.
Despertada a admiração da "grande crítica" e dos grandes escritores, prosseguiu Rebelo em sucesso com as obras Três Caminhos, 1933 (da qual o conto "Vejo a Lua no Céu" foi vertido em telenovela em 1976), Marafa, 1935 (agraciada no mesmo ano com o Grande Prêmio de Romance Machado de Assis, e parcialmente filmada em 1963 pelo diretor italiano de cinema Adolfo Celi — com roteiro de Millôr Fernandes), A Estrela Sobe, 1939 (vertida para o cinema em 1974 por Bruno Barreto), o drama nunca representado Rua Alegre, 12, 1940 (grandemente elogiado por Carlos Drummond de Andrade), o livro de contos Stela me abriu a Porta (1942) e, passados anos a publicar somente crônicas literárias, com sua obra-prima e trilogia O Espelho Partido (1959, 1962 e 1968) — o segundo e o terceiro tomos entremeados pela publicação da novela O Simples Coronel Madureira (1967), afora três obras biobibliográficas sobre Manuel Antônio de Almeida (1943, 1951, 1973), livros de crônicas da vida brasileira e de viagens pela Europa, e obras de cunho pedagógico e infanto-juvenil.
Reconhecida sua obra pela intelectualidade — fundador de vários museus no país (Museu de Arte de Santa Catarina, Museu de Arte Popular do Colégio de Cataguases, Museu de Belas-Artes de Cataguases, Museu de Arte Moderna de Resende), promotor entre nós e no exterior de pintores, exposições plásticas e de escritores (Portinari, Di Cavalcanti, o português Miguel Torga, Herberto Sales) —, Marques Rebelo foi eleito em 1964 à cadeira n.º 9 da Academia Brasileira de Letras, ocupando-a ativamente de 1965 a 1973.

## Lista de obras
| Romances - Marafa (1935) - A estrela sobe (1939) - O espelho partido: O Trapicheiro (1959) - O espelho partido: A Mudança (1962) - O espelho partido: A guerra está em nós (1968) | Coletâneas de contos - Oscarina (1931) - Três caminhos (1933) - Stela me abriu a porta (1942) | Crônicas - Suíte n. 1 (1944) - Cenas da vida brasileira (Suítes n.os 1 e 2) (1951) - Cortina de ferro (1956) - Correio europeu (1959) |

| Novela - O simples Coronel Madureira (1967) Teatro - Rua Alegre, 12 (1940) | Contos avulsos - "Conto à la mode" (1965) - "Acudiram três cavaleiros" (1967) - "O Bilhete" (1969) | Biobibliografia - Vida e obra de Manuel Antônio de Almeida (1943) - Bibliografia de Manuel Antônio de Almeida (1951) - Para conhecer melhor Manuel Antônio de Almeida (1973) |

| Literatura infanto-juvenil - A casa das três rolinhas (1937) - ABC de João e Maria (1938) - Pequena tabuada de João e Maria (1940) - Aventuras de Barrigudinho (1941) - Amigos e inimigos de João e Maria (1942) - História de Chico Pimpão (1942) - Pequena história de amor (1942) - Pasteur, o inimigo da morte (1960) - O ratinho vermelho (c. 1971) - O peixinho comilão (c. 1971) - O galinho preto (c. 1971) | Literatura didática e antológica - Cartilha O Cruzeiro (1959) - Grandes vocações (1960) - Histórias de Bret Harte (1964) - Antologia escolar brasileira (1967) - Brasil, terra e alma — Guanabara (1967) - Antologia escolar portuguesa (1970) | História - Rio '70 (1970) |

## Obras póstumas
- Rio 1900, (1976)[32]
- Contos Reunidos, (1977)[33]
- O Rio de Janeiro do Bota-Abaixo, (1997)[25]
- Melhores Crônicas de Marques Rebelo, (2004)
- Guia Antiturístico do Rio de Janeiro, (2007)

## Academia Brasileira de Letras
Segundo ocupante da cadeira 9, que tem por patrono Gonçalves de Magalhães, elegeu-se a 10 de dezembro de 1964, na sucessão de Carlos Magalhães de Azeredo, vindo a tomar posse em 28 de maio de 1965, recebido por Aurélio Buarque de Holanda.